# VC Joure
VC Joure (Volleybal Club Joure) is een vereniging voor volleybal in Joure. De volleybalvereniging is in 1993 ontstaan na een afsplitsing van omni vereniging VKH, onder de naam VKH'93. Later is de naam veranderd in VC Joure. In 2004 is de vereniging gefuseerd met VVO ('Volleybalvereniging de Opslag').
VC Joure kent anno 2015 circa 270 leden en is een actieve vereniging. Dames, heren en jeugd sporten in sporthal 'SportFun'. 
VC Joure biedt zowel volleybal op prestatie- als op recreatieniveau. Het eerste herenteam speelt in de promotieklasse, het eerste damesteam in de 1ste klasse. De overige seniorenteams sluiten nauw aan op deze teams en bieden volleybal op ieders niveau. VC Joure is de eerste volleybalvereniging van Nederland die het predicaat 'Gezonde Sportvereniging' van het NOC*NSF mag voeren. VC Joure staat bekend om zijn goede jeugdopleiding. VC Joure kent meer jeugdleden dan seniorleden.

## Tenue
Het tenue van VC Joure is als volgt:
heren: blauw shirt met rode band rondom de bovenarmen met blauwe broek
dames: blauw shirt met rode band rondom de bovenarmen met blauwe broek

## Beachvolleybal
Via Beachvolleybal Joure kun je in de zomermaanden bij VC Joure beachvolleybal spelen. Hiervoor is BeachvolleybalJoure opgericht. De beachvelden van BeachvolleybalJoure zijn gelegen op het terrein van het subtropisch zwembad SwimFun te Joure.

## Nevobo
VC Joure is aangesloten bij de Nederlandse Volleybalbond (Nevobo).